# Félix Pérez Cardozo
Félix Pérez Cardozo (Hyaty, 20 de noviembre de 1908 - Buenos Aires, 9 de junio de 1952) fue un compositor e intérprete de arpa paraguayo.

## Primeros pasos
Es la figura más representativa del Paraguay en la interpretación, desarrollo de la técnica y composición de música para arpa. Integró un trío de arpa y dos guitarras, con Ampelio Villalba y Diosnel Chase, recibió el apoyo del poeta Pedro José Carlés, con quien se trasladó a la capital (Asunción) en 1928, presentándose en los festivales de música folklórica, organizados en el Teatro Granados por Aristóbulo “Nonón” Domínguez y en locales nocturnos.
En 1931 partió con su grupo a Buenos Aires, Argentina, donde llevó a cabo la mayor parte de su carrera artística.[cita requerida]

## Trayectoria
Este creador de gran talento contaba con una personalidad arrolladora, que lo destacaba según cuentan quienes lo conocieron. Era infatigable al momento de componer obras musicales, al punto de posponer horas de sueño y descanso en pos de la conclusión de sus obras.
En corto tiempo, sus interpretaciones de personalísimo estilo y sus composiciones, en su mayoría creadas para el arpa, lo llevaron a ascender rápidamente en la consideración del público. Integró varios conjuntos hasta que en 1945 formó su propia agrupación. En la capital porteña, rápidamente se destacó por sus virtuosas interpretaciones de arpa, lo que le permitió escalar posiciones en un corto periodo de tiempo. En Buenos Aires y en todo el Río de la Plata gozó de enorme predicamento y fama, hasta el punto que una calle en la ciudad argentina de Mendoza lleva su nombre.
Participó en la película Vidalita (1949) de Luis Saslavsky protagonizada por  Mirtha Legrand y en dos cortos, en uno de los cuales canta Epifanio Méndez Fleitas.
Grabó numerosos discos inmortalizando sus canciones y, en particular, su versión de “Guyra campana” (“Pájaro campana”), difundida internacionalmente y compuesta sobre un motivo onomatopéyico; si bien la obra figura como “Motivo popular” en enciclopedias y libros de historia de la música paraguaya, no cabe ninguna duda que la recopilación y el armado final de esta pieza capital se deben al talento y a la genialidad de Pérez Cardozo.
Su aporte a la evolución y a la popularización del arpa paraguaya fue valioso pues desarrolló nuevos aspectos técnicos tales como la ampliación del espectro sonoro a través del agregado de mayor número de cuerdas, la independencia de manos, el acompañamiento con acordes quebrados para la polca paraguaya y la ampliación de recursos técnicos de la mano derecha (acordes y melodías con los cinco dedos, trémolos, glisandos y otros efectos).

## Familia
Hijo de Teodoro Pérez y Cándida Rosa Cardozo, se casó con la argentina Avelina Victoria Sánchez Saenz, con quien tuvo una hija, Ángela Rosa, quien le sirviera de inspiración para sus composiciones, Bienvenida, Ángela Rosa y El Sueño de Angelita.
Vivió en el barrio de Palermo (Buenos Aires) en la calle Humboldt 2101 esquina Soler (predio que hoy es el polo científico de investigación, ex bodegas Giol) donde falleció al atardecer mientras ensayaba con su conjunto. Su pueblo natal, Hyaty, actualmente lleva su nombre: Félix Pérez Cardozo.[cita requerida]

## Obras
Entre sus composiciones (e interpretaciones) más importantes para arpa se encuentran:
- «Guyra Campana»
- «Carreta guýpe»
- «Jataity»
- «Llegada»
- «Mi despedida»
- «Angela Rosa»
- «Che valle mi Hyaty»
- «Che valle mi Yaguarón»
- «En ti hallé consuelo»
- «Tren lechero»
- «El sueño de Angelita»

Musicalizó versos de inspirados poetas, entre ellos Víctor Montórfano («Tetagua sapukai”, verdadero himno que cual “grito del pueblo” clama por días mejores para el Paraguay); Antonio Ortiz Mayans («Burrerita», «Pasionaria», «Puntanita», «Asunceña» y «Taperé»), Félix Fernández (“Rosa”), Rigoberto Fontao Meza («El arriero”), Andrés Pereira («Mariposa mi»), el argentino Hilario Cuadros («60 granaderos», difundida en la Argentina como un verdadero himno popular) y el más importante poeta y letrista popular del Paraguay en su historia, Emiliano R. Fernández, cuya obra en conjunto se constituye en un verdadero pilar de la música épica paraguaya, tanto por la fuerza rítmica, la belleza de las melodías y el contenido patriótico de los textos («1º de Marzo», «Che la reina (Ahama che china)», de la canción amatoria («Oda pasional», «Oñondiveminte») o de canciones con temática variada («Desde la selva” y «Primavera»). Le pertenecen asimismo «Caaguy ryakua», «Isla Pukú», la recopilación del motivo popular «Jaha che ndive», «Lui ryevu», «Misiones».

## Últimos años
El gran “mitá guazú” (niño grande) apodo con el cual era conocido dada su bonhomía y su fornida estatura, falleció repentinamente en Buenos Aires, Argentina, el 9 de junio de 1952. Fallece súbitamente en su domicilio por un paro cardíaco.
Atahualpa Yupanqui, referente fundamental de la música y la poesía de inspiración folklórica en ese siglo en la Argentina, le cantó en su sentida “Canción del arpa dormida” (musicalizada por Herminio Giménez): 
“...En ese misterio de sol y de selva 
 de agreste romance de india y mensú 
 llegaron tus manos a mi tierra gaucha 
 tejiendo armonías, ¡oh! mita guazu.
 Acunando ensueños se nos va la vida 
 y el viajero parte para no volver. 
 Hoy el arpa india se quedó dormida 
 como una guarania que no pudo ser”.